# Vriesea lidicensis
Vriesea lidicensis là một loài thuộc chi Vriesea. Đây là loài đặc hữu của Brasil.